# Cap Byron

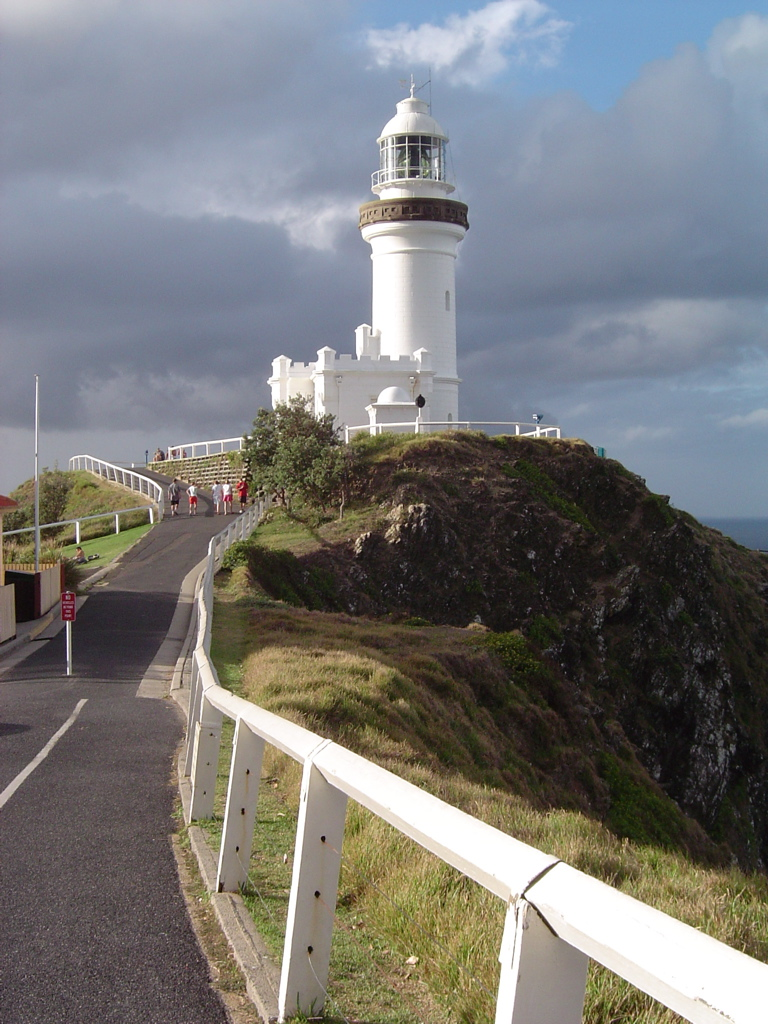
Le phare du cap Byron.

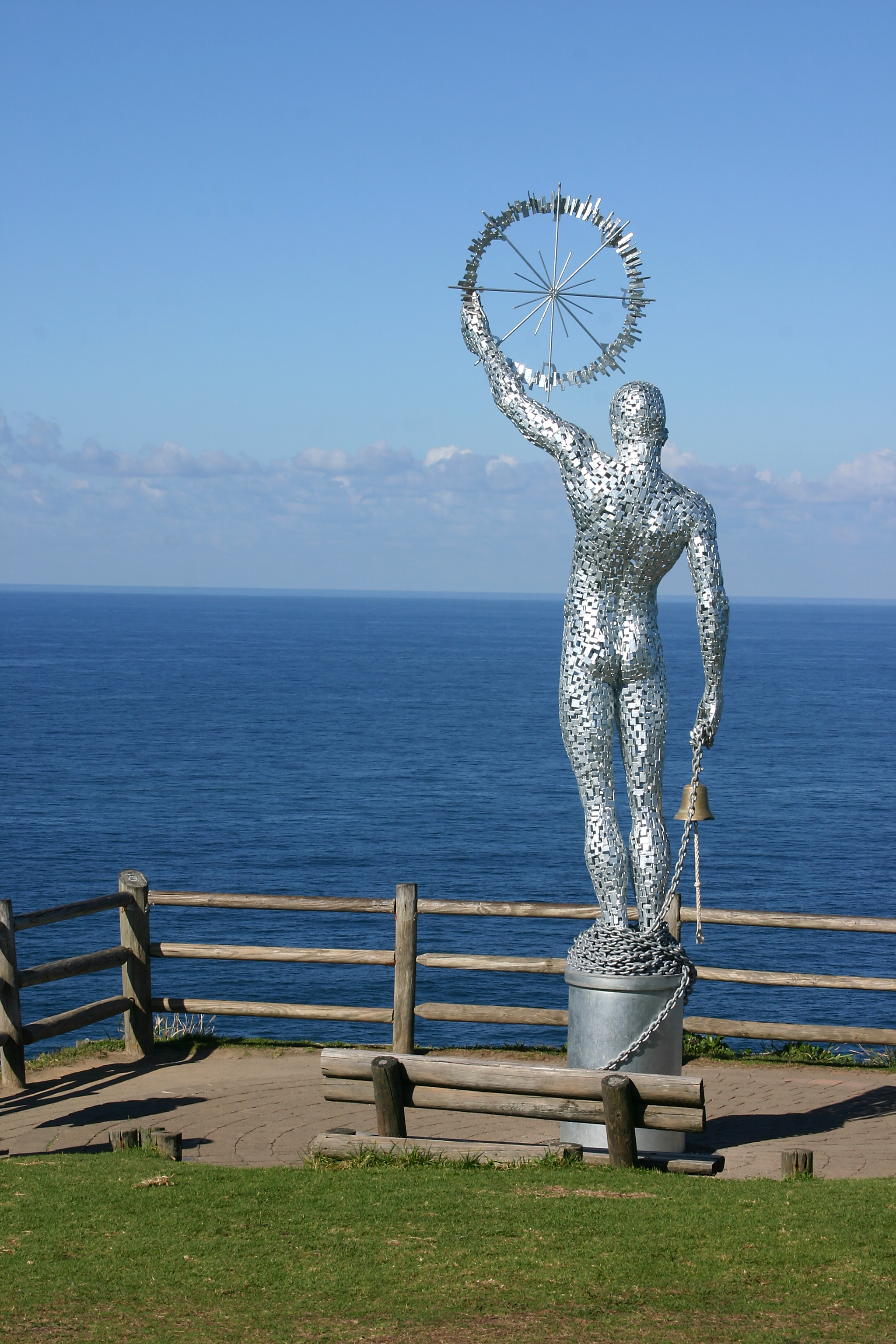
Monument au Cap Byron, point extrême Est de l'Australie

Le cap Byron est le point le plus à l'est du continent australien, sur la commune de Byron Bay au nord de la Nouvelle-Galles du Sud. Le cap est équipé d'un phare (le phare du cap Byron), d'un chemin d'accès et de plusieurs points de vue notamment pour admirer la migration des baleines à bosse.
Le phare est le plus puissant d'Australie. Il a une portée de 27 miles marins, soit 50 km.
Le cap a été appelé ainsi par le capitaine James Cook le 15 mai 1770 en hommage à John Byron qui avait fait le tour du monde sur son navire le HMS Dolphin entre 1764 et 1766. 

## Géographie
Le parc national d'Arakwal est situé à 2 km au sud de Cap Byron.

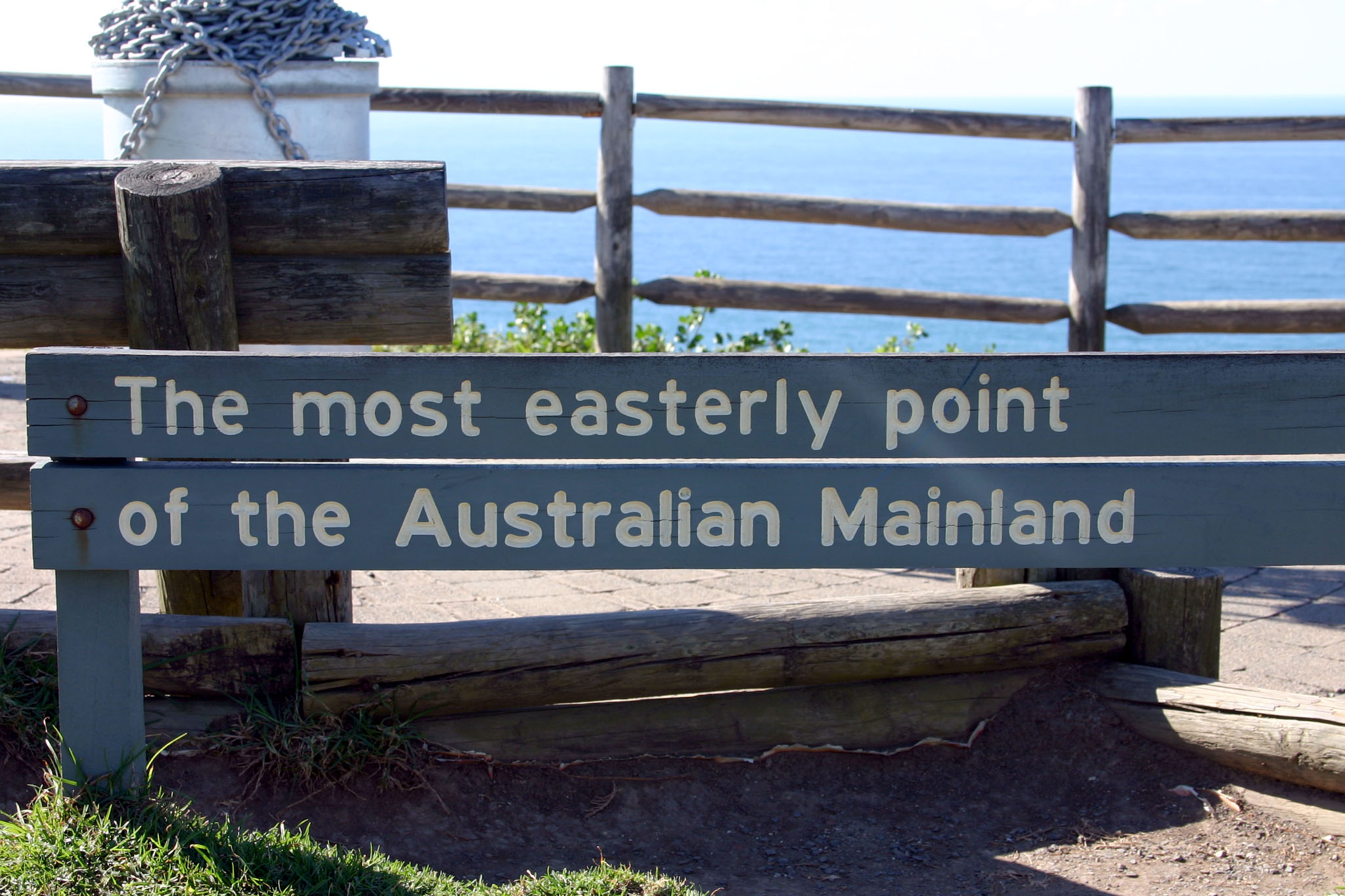
Le panneau indicateur.
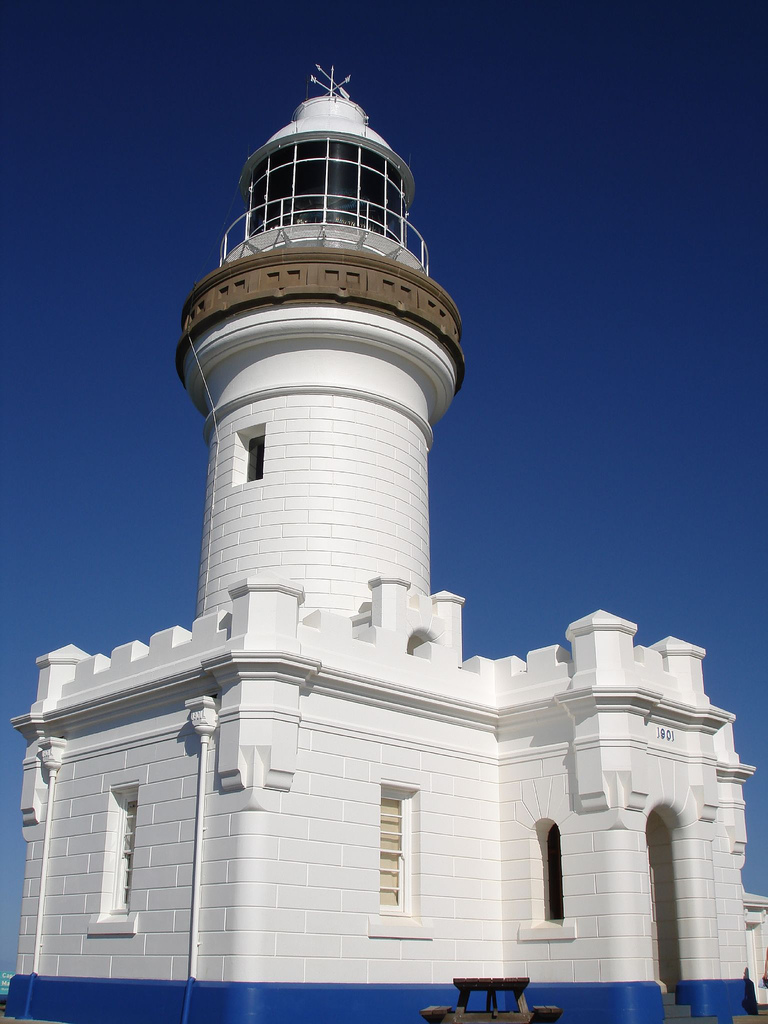
Le phare.